# Dělat gender
Dělat gender (anglicky doing gender) znamená proces vytváření rozdílů mezi děvčaty a chlapci a ženami a muži, rozdílů, které nejsou přirozené, původní nebo logické, jsou považovány za sociálně konstruované. Poté, co byly tyto rozdíly jednou zbudovány, jsou využívány k podpoře esenciality genderu.
Pojem dělat gender zavedli Candace West a Don H. Zimmerman v roce 1987 publikování článku Doing gender v časopise Gender and Society. Do roku 2009 byl nejcitovanějším článkem časopisu Gender and Society.

## KonceptDělat gender
Autorská dvojice Candace West a Don H. Zimmerman vychází ve svém textu Dělat gender z interpretativního paradigmatu. Gender je zde představen jako charakteristika sociálních interakcí. Tím vyvrací obecnou představu, která se skládá z konceptu, že je gender znakem jednotlivců. Již samotná existence výrazu dělat gender pomohla ke změně vnímání genderu jako takového. Každá společnost má genderovou strukturu, stejně jako má každá společnost například ekonomickou strukturu. Genderová struktura tvaruje interakční očekávání, která jsou centrem dělání genderu a má také vliv na organizaci a řízení sociálních skupin. Tato struktura byla ovlivněna reflexivní prací feministických aktivistek a intelektuálů a není stoická.
Dříve genderové socializační teorie tvrdily, že je gender přibližně při dosažení pátého roku věku jedince pevně daný, a proto byl dříve vnímán spíše jako pohlaví.
Candace West a Don. H. Zimmermann ve svém konceptu dělání genderu kladli důraz na do té doby poměrně přehlížený rozdíl mezi pojmy pohlaví, pohlavní kategorie a gender.
- Pohlaví je klasifikováno podle podoby pohlavních orgánů po narození (nebo podoby chromozomů před narozením).
- K určení pohlavní kategorie je hlavním kritériem sociální předvádění, na jehož základě je jedinec přiřazen k jedné ze dvou kategorií. Pohlavní kategorie a pohlaví se od sebe však mohou lišit.
- Gender je činností každodenního života v rámci pohlavních kategorií, ve které má každé pohlaví jisté normativní soubory.[1]

Když se člověk zabývá jakoukoli činností, je schopný obhájit tuto činnost z pozice muže nebo ženy a být tak zařazen do pohlavní kategorie. Na základě pohlavní kategorie a činnosti může být osoba posuzována buď jako ženská nebo mužská.
Dělat gender neznamená to, že se chováme podle norem, které se považují za ženské či mužské chování, ale podle své přirozenosti, a tím v podstatě vytváříme gender. Musíme však počítat s rizikem genderového posuzování. Gender sice vytváří každá osoba jednotlivě, ale tím, že je v podstatě posuzován celou společností, se stává interaktivním.

## Pojetí genderu podle Goffmana
Podle Goffmana lidé předpokládají, že v situaci, kdy spolu v určitém prostředí jednají, každý z nich vyzařuje určitou esenciální přirozenost, tedy přirozenost, kterou je možné rozpoznat díky zjevným přirozeným znakům. Goffman tvrdí, že mužství a ženství jsou jakýmisi prototypy esenciálního projevu – něčeho, co se váže k nejzákladnější charakteristice jedince a co také zároveň může být letmo sděleno během jakékoli sociální situace.
Ve svém díle používá pojem předvádění genderu (gender display z angličtiny), čímž připravuje půdu pro dělání genderu. Z tohoto konceptu vycházejí West a Zimmerman. Také Goffman rozlišuje pojmy pohlaví a pohlavní kategorie, kdy vychází z případové studie transexuálky Agnes.

## Kritikadělání genderua konceptrozvolňování genderu
Na práci Zimmermana a West se v průběhu času odvolávalo mnoho sociologů a socioložek a jiných myslitelů. Například australská socioložka Raewyn Connell shledává za jedno z největších pozitiv konceptu dělat gender od Zimmermana a West to, že zde došlo k přechodu od feministických analýz k přemýšlení nad původními feministickými teoriemi. Na West a Zimmermana také nezávisle na sobě navázaly Judith Butler a Francine Deutsch, kdy obě zastávaly názor, že spíše než dělání genderu je důležitější rozvolňování genderu (undoing gender z angličtiny) – obě se tedy zabývaly kritikou West a Zimmerman. S termínem rozvolňování genderu poprvé přichází právě Judith Butler ve stejnojmenné knize (2004) a o několik let později ho popsala Deutsch v článku vydaném pro Gender and Society (2007). Deutsch se od Butler odchyluje, argumentuje tím, že rozvolňování genderu nám dá jasnější a přímější informace, nutné k pochopení sociální změny a vývoje. Rozvolňování genderu v podstatě označuje situaci, kdy se dívky a chlapci, ženy a muži, nechovají podle genderových vzorců, které od nich společnost očekává. Kritérium k identifikování rozvolňování genderu může být situace, kdy je esencialismus binárních rozdílů mezi muži a ženami, založený na pohlavní kategorii, zpochybněn.
V roce 2009 bylo uspořádáno symposium, které pojednávalo o práci Zimmerman a West, toto symposium vedla Nancy C. Jurick, profesorka na univerzitě v Arizoně, spolu se Cynthií Siemsen, profesorkou univerzity v Kalifornii. Články z toho symposia poté otiskl časopis Gender and Society.